# Racconigi
Racconigi (piemontesisk: Racunis) er en by i regionen Piemonte i det nordlige Italien med 9.634 (2023) indbyggere. Den ligger i provinsen Cuneo, ca. 40 kilometer syd for Torino.
Byen blev grundlagt i middelalderen. Den tilhørte Markgrevskabet Saluzzo, fyrsterne af Acaia og fyrsterne af Savoyen-Carignano.